# The God Machine
The God Machine — двенадцатый студийный альбом немецкой пауэр-метал-группы Blind Guardian, выпущенный 2 сентября 2022 года на лейбле Nuclear Blast.

## Отзывы критиков
| Оценки критиков    | Оценки критиков |
| Источник           | Оценка          |
| ------------------ | --------------- |
| Laut.de            | [ 8 ]           |
| Metal.de           | [ 9 ]           |
| Metal Hammer (GER) | [ 10 ]          |
| Metal Hammer (UK)  | [ 11 ]          |
| Metal Injection    | [ 12 ]          |
| Powermetal.de      | [ 13 ]          |
| Rock Hard          | [ 14 ]          |

Альбом получил положительные отзывы критиков. Марсель Рэпп с немецкого портала Powermetal.de похвалил альбом, сравнив его с записями Blind Guardian 1990-х годов: «Является ли The God Machine лучшим альбомом после Nightfall in Middle-Earth? Возможно, потому что вы ещё не слышали группу из Крефельда такой решительной, тяжелой и прямолинейной c 1998 года». Редактор британского издания Metal Hammer Дом Лоусон назвал этот альбом лучшим в карьере музыкантов за последние 25 лет.

## Список композиций
Слова и музыка всех песен — Андре Ольбрих и Ханси Кюрш.
| №                   | Название                       | Длительность |
| ------------------- | ------------------------------ | ------------ |
| 1.                  | «Deliver Us from Evil»         | 5:22         |
| 2.                  | «Damnation»                    | 5:21         |
| 3.                  | «Secrets of the American Gods» | 7:29         |
| 4.                  | «Violent Shadows»              | 4:18         |
| 5.                  | «Life Beyond the Spheres»      | 6:03         |
| 6.                  | «Architects of Doom»           | 6:21         |
| 7.                  | «Let It Be No More»            | 4:49         |
| 8.                  | «Blood of the Elves»           | 4:38         |
| 9.                  | «Destiny»                      | 6:47         |
| Общая длительность: | Общая длительность:            | 51:08        |

## Участники записи
- Ханси Кюрш — вокал
- Андре Ольбрих — соло-гитара
- Маркус Зипен — ритм-гитара
- Йохан ван Стратум — бас-гитара
- Фредерик Эмке — ударные